# Tegaserod
Tegaserodul este un medicament ce acționează ca agonist al receptorilor 5-HT4 și antagonist al receptorilor 5-HT2B, fiind utilizat în tratamentul constipației. Calea de administrare disponibilă este cea orală.
Medicamentul a fost retras de pe piață în anul 2007, dar a fost reintrodus în 2019.

## Utilizări medicale
Tegaserodul este indicat la femei în tratamentul sindromului de colon iritabil asociat cu constipație predominantă, dar și pentru tratamentul constipației cronice idiopatice.